# Оскар Кольберг
О́скар Генрик Ко́льберг (пол. Oskar Henryk Kolberg; 22 лютого 1814, Пшисуха, Варшавське герцогство — 3 червня 1890, Краків, Австро-Угорщина) — польський етнограф, фольклорист, композитор.

## З життєпису
Оскар Кольберг народився в місті Пшисуха Опочинського повіту Герцогства Варшавського (нині у Мазовецькому воєводстві). Батько — відомий польський топограф, геодезист і перекладач Юліуш Кольберг.
Після закінчення Варшавського ліцею (1830) продовжував музичні студії в Німеччині.
Під час перших подорожей до Литви і Білорусі (1836—1837) зацікавився народною культурою. Крім власних експедиційних матеріалів, користувався інформацією аматорів із різних регіонів (учителів, священиків, селян).

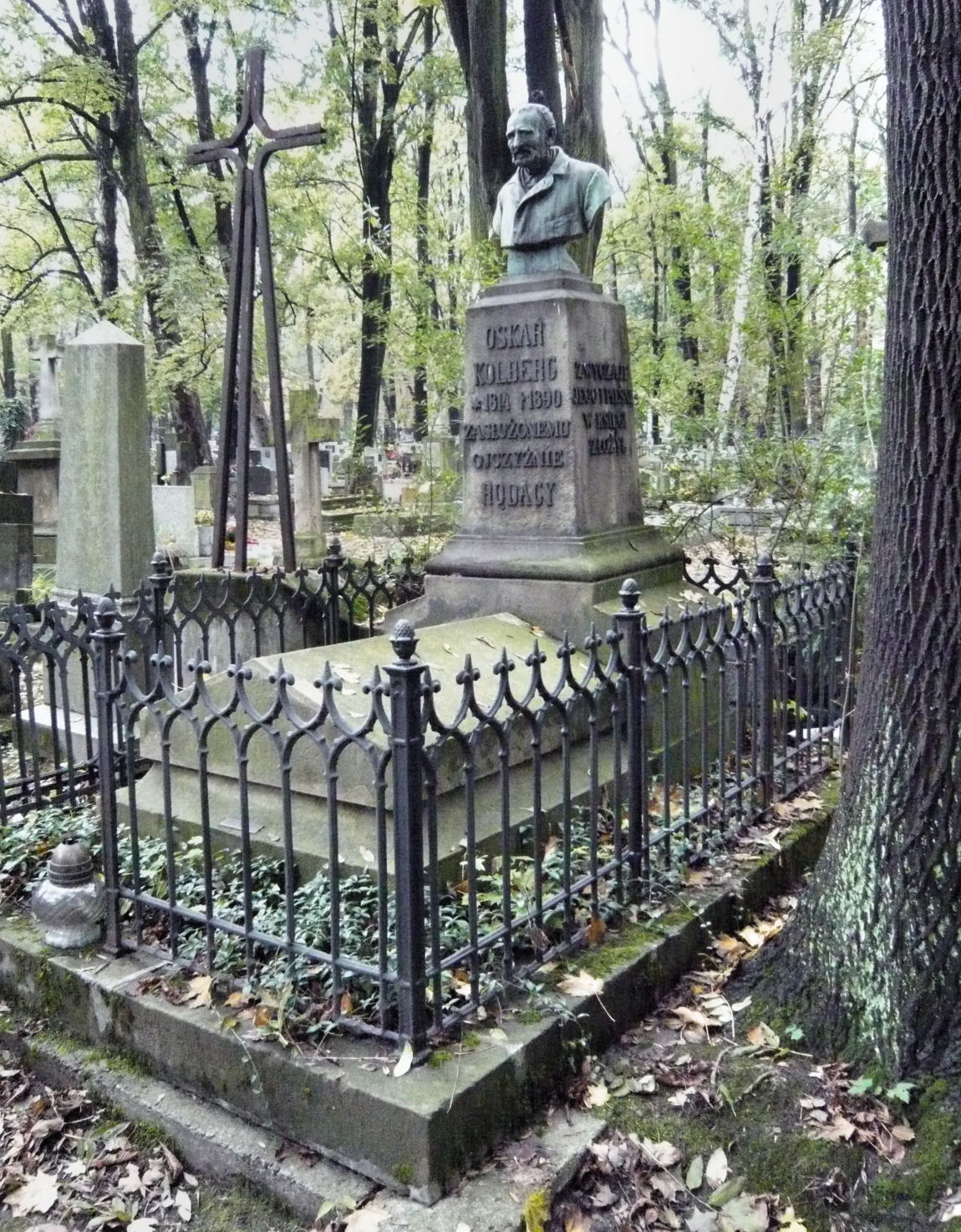
Могила Кольберга, Краків

Першою фундаментальною працею Кольберга була «Pieśni ludu krakowskiego» (1840), згодом — кілька видань «Pieśni ludu polskiego».
Збирання етнографічних і фольклористичних матеріалів Кольберг провадив паралельно з музичною діяльністю. Так, він був автором багатьох музичних, зокрема оперних, творів.
На зламі 1850—60-х років і 1880 року досліджував з етнографічної точки зору західноукраїнські землі: «Русь Червону», Волинь, Полісся, Поділля, Покуття, Холмщину, Буковину, Лемківщину.
Кольберг був членом багатьох наукових товариств, зокрема Російського географічного (1865), Педагогічного товариства у Львові (1869), Товариства антропології та етнографії в Москві (1889).
Помер 3 червня 1890 року в Кракові, похований на Раковицькому цвинтарі.

## Праці
Найважливішими працями Кольберга є 40-томний «Lud. Jego zwyczaje, sposób życia, mowa i t.d.», 10-томні «Obrazy etnograficzny», з яких 8 томів присвячено Україні: «Pokucie», «Chełmskie» (1890—91, т. 1—2) і видані посмертно «Przemyskie» (1891) і «WołyЅ» (1905).

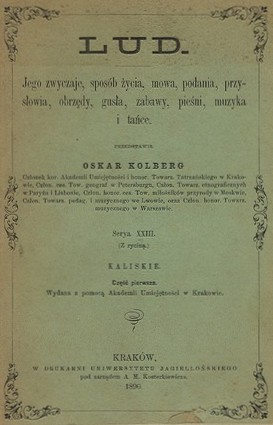
Lud…, серія XXIII Kaliskie, Краків, 1890

Праці, видані польською (по 1945 рік). Курсивом позначено підготовлені/упорядковані вченим роботи:
- Pieśni ludu polskiego — t. 1 Suplement do t.1 — t. 70
- Sandomierskie — t. 2; Suplement do t.2 — t. 71
- Kujawy — t. 3, 4; suplement do t.3-4 — t. 72
- Krakowskie — t. 5 — 8; Suplement do t.5-8 cz. I — t. 73
- Poznańskie — t. 9 — 15; Suplement do t.9-15 — t. 74
- Lubelskie — t. 16, 17; Suplement do t.16-17 — t. 75
- Kieleckie — t. 18, 19; Suplement do t.18-19 — t. 76
- Radomskie — t. 20, 21; suplement do t.20-21 cz. I — t. 77
- Łęczyckie t. 22; Suplement do t.22 — t. 78
- Kaliskie — t. 23; suplement do t.23 — t. 79
- Mazowsze — t.24 — 28, 41,42, suplement do t.24—28 — t. 80
- Покуття — т. 29 — 33, suplement do t.29—32 — t. 81
- Холмське ч. II, т. 34; suplement do t.33—34. — t. 82
- Перемиське, т. 35; suplement do t.35. — t. 83
- Волинь — т. 36; suplement do t.36. — t. 84
- Miscellanea — t. 37. — 38
- Pomorze — t. 39
- Mazury Pruskie — t. 40
- Śląsk — t. 43
- Góry i Podgórze — t. 44, 45
- Kaliskie i Sieradzkie — t. 46
- Поділля — т. 47
- Tarnowskie-Rzeszowskie — t. 48
- Sanockie-Krośnieńskie — t. 49 — 51
- Білорусь-Полісся, т. 52
- Litwa — t. 53
- Ruś Karpacka t. 54, 55
- Ruś Czerwona (Червона Русь, Cz. 1, 2), т. 56, 57
- Materiały do etnografii Słowian wschodnich — t. 58
- Materiały do etnografii Słowian zachodnich i południowych cz.I Łużyce t. 59/I
- Materiały do etnografii Słowian zachodnich i południowych cz.II Czechy, Słowacja — t. 59/II
- Materiały do etnografii Słowian zachodnich i południowych cz.III Słowiańszczyzna południowa — t. 59/III
- Przysłowia — t. 60
- Pisma muzyczne — t. 61-62
- Studia, rozprawy i artykuły t. 63
- Korespondencja Oskara Kolberga — t. 64 — 66
- Pieśni i melodie ludowe w opracowaniu fortepianowym — t. 67
- Kompozycje wokalno-instrumentalne — t. 68
- Kompozycje fortepianowe — t. 69
- Biografia Oskara Kolberga — t. 85
- Indeksy — t. 86